# Hyundai Motor Brasil
Hyundai Motor Brasil é uma subsidiária da Hyundai Motor Company. Com o investimento de cerca de R$ 1,2 bilhão, a nova fábrica da Hyundai no Brasil, localizada em Piracicaba, SP, tem capacidade para produzir 180 mil automóveis por ano com três turnos de funcionamento.
Em 2022, inaugurou a primeira fábrica de motores da América Latina, as instalações de 17.721 m² e capacidade inicial estimada em 70 mil motores por ano fica dentro do complexo industrial de Piracicaba e fazem parte de um investimento de R$ 500 milhões, além de adotar os conceitos de indústria 4.0.

## Linha HB
A empresa lançou o Hyundai HB20, que deu inicio a nova linha de automóveis chamada HB, que significa "Hyundai Brasil". A empresa também confirmou um SUV compacto da nova linha.